# 堺望
堺 望（さかい のぞむ）は、日本のフィギュアスケート選手（アイスダンス）。パートナーは阿部美千子、瀬野尾さき子。1977年全日本フィギュアスケート選手権優勝。1978年世界選手権代表。

## 経歴
1974年、瀬野尾さき子とカップルを組み出場した全日本ジュニア選手権で2位に入る。
1976年、阿部美千子とカップルを組み、日本人のアイスダンス選手として初めて世界ジュニア選手権に出場し9位となる。1977年、全日本選手権で優勝、1978年世界選手権に出場する。初出場となった世界選手権では16位となる。その後、1978年、1979年の全日本選手権では2位に入る。1979年のNHK杯では7位となる。

## 主な戦績
- 1974-75シーズンは瀬野尾さき子。
- 1976-78シーズン以降は阿部美千子。

| 大会/年              | 1974-75 | 1975-76 | 1976-77 | 1977-78 | 1978-79 | 1979-80 |
| -------------------- | ------- | ------- | ------- | ------- | ------- | ------- |
| 世界選手権           |         |         |         | 16      |         |         |
| 世界ジュニア選手権   |         |         | 9       |         |         |         |
| 全日本選手権         |         |         |         | 1       | 2       | 2       |
| 全日本ジュニア選手権 | 2       |         |         |         |         |         |
| NHK杯                |         |         |         |         |         | 7       |